# Абу Абдалла VI
Абу Абдалла VI Мухаммад ― двадцать шестой правитель Тлемсена из династии Абдальвадидов (1540, май-декабрь 1543).

## Биография
Эмир Тлемсена Абу Му II умер в 1540 году и оставил двоих детей, Абу Абдаллу Мухаммада и Абу Зайяна Ахмада. Старший из них был объявлен эмиром под именем Абу Абдаллы VI, однако его не поддержали сторонники османского султана — марабуты и различные шейхи за короткое время свергли Абу Абдаллу и заменили его на Абу Зайяна III. Свергнутый эмир бежал в Оран, где его приветствовал испанский губернатор Мартин Алонсо Фернандес де Кордоба, граф Алькаудете, который пообещал ему восстановить его на троне в обмен на возобновление вассальной присяги Испании.
Император Карл V дал согласие на операцию по реставрации Абу Абдаллы. Тысяча солдат гарнизона и 400 арабов были отправлены к Тлемсену под командованием Альфонсо де Мартинеса (январь 1543); Абу Абдалла VI заверил испанцев, что многие присоединятся к нему по пути, однако этого не произошло. Слабая армия Абу Абдаллы столкнулась с армией Тлемсена, в десять раз превосходившей её по числу. В последовавшей битве все испанцы были убиты, немногие, кто смог бежать, принесли в Оран известие о поражении (январь 1543). Когда Карл V узнал о разгроме, он решил отправить ещё одну армию, которая выступила немедленно и через два дня прибыла в Оран. 27 января сам Кордоба покинул город во главе 14 000 солдат и 500 всадников. Он пересёк реку Иссер и подступил к Тлемсену. В последовавшем трёхчасовом сражении испанцы опрокинули врага и сохранили за собой покрытое трупами поле боя. Абу Зайян III бежал из города и отступил в пустыню Ангад. Испанцы пообещали уважать жизнь и имущество жителей и смогли войти в Тлемсен, но солдаты ослушались приказов командиров и совершали грабежи и убийства. Абу Абдалла VI был восстановлен на троне. По прошествии 40 дней отдыха испанские войска отправились против Абу Зайяна III, которого они нашли возле Мулуи и окончательно разбили, хотя принц смог бежать.
Абу-Зайян III стал знаменем борьбы с братом, марионеткой испанцев. Это позволило ему быстро собрать тысячи новых сторонников на западных провинциях. Вскоре он выдвинулся к Тлемсену с армией и осадил город, но Абу Абдалла VI во главе армии сделал вылазку и разбил армию брата. Он даже преследовал Абу Зайяна, но когда вернулся к городу, ворота оказались закрыты (декабрь 1543). За время его отсутствия знать устроила переворот, и оставшийся без сторонников Абу Абдалла VI был вынужден уйти к Орану, а Абу Зайян III был приглашён в Тлемсен и коронован (январь 1544 года) ,
Дата смерти Абу Абдаллы неизвестна.